# Јапанско стандардно време
Јапанско стандардно време (јап. 日本標準時, Nihon Hyōjunji или 中央標準時, Chūō Hyōjunji, скраћено ЈСТ) стандардна је временска зона у Јапану. Испред зоне УТЦ је девет сати, односно ЈСТ представља УТЦ+09:00.
Не примењује се летње рачунање времена, мада је о његовом увођењу расправљано више пута. Током Другог светског рата, ЈСТ се често називао и Токијско стандардно време .
Јапанско стандардно време исто је и као Корејско стандардно време, Индонежанско- источно стандардно време, Источнотиморско стандардно време и Јакутско време (Русија).